# Новая Зеландия на зимних Олимпийских играх 1980
Новая Зеландия принимала участие в зимних Олимпийских играх 1980 года в Лейк-Плэсиде (США) в шестой раз за свою историю, но не завоевала ни одной медали. Сборную страны представляли 3 мужчины и 2 женщины, участвовавшие в соревнованиях по горнолыжному спорту.

## Горнолыжный спорт
Спортсменов — 5
Мужчины
| Спортсмен      | Вид               | 1 попытка      | 2 попытка      | Всего   | Место |
| -------------- | ----------------- | -------------- | -------------- | ------- | ----- |
| Стюарт Блейкли | Скоростной спуск  |                |                | 1.55,41 | 32    |
| Стюарт Блейкли | Слалом            | Не финишировал | Не прошёл      | -       | -     |
| Стюарт Блейкли | Гигантский слалом | 1.32,99        | Не финишировал | -       | -     |
| Скотт Кендалл  | Слалом            | 1.02,27        | 58,72          | 2.00,99 | 26    |
| Скотт Кендалл  | Гигантский слалом | Не финишировал | Не прошёл      | -       | -     |
| Марк Вриенхок  | Слалом            | Не финишировал | Не прошёл      | -       | -     |
| Марк Вриенхок  | Гигантский слалом | Не финишировал | Не прошёл      | -       | -     |

Женщины
| Спортсмен      | Вид               | 1 попытка       | 2 попытка | Всего   | Место |
| -------------- | ----------------- | --------------- | --------- | ------- | ----- |
| Анна Арчибальд | Скоростной спуск  |                 |           | 1.46,68 | 26    |
| Анна Арчибальд | Гигантский слалом | 1.25,82         | 1.40,32   | 3.06,14 | 32    |
| Фиона Джонсон  | Слалом            | Не финишировала | Не прошла | -       | -     |
| Фиона Джонсон  | Гигантский слалом | 1.24,62         | 1.36,04   | 3.00,66 | 30    |